# Samsung Galaxy Pocket
Samsung Galaxy Pocket (GT-S5300) là một điện thoại thông minh chạy hệ điều hành Android do Samsung sản xuất, được phát hành vào tháng 3 năm 2012. Nó vẫn hướng đến phân khúc giá rẻ, với màn hình LCD 2.8-inch tương đối nhỏ. Thông số kĩ thuật của nó tương tự như Samsung Galaxy Y. Pocket được trang bị bộ xử lý 832 MHz và các tùy chọn kết nối gồm 3G, Wi-Fi và Bluetooth 3.0. Nó có bộ nhớ trong 3 GB và có thể nâng cấp lên 32 GB thông qua thẻ nhớ microSD, cùng với pin Li-ion 1200 mAh.